# Скобкина, Лариса Александровна
Лариса Александровна Скобкина (урождённая Голубева; род. 7 мая 1951, Ленинград) — российский искусствовед, куратор, художник, заведующий отделом новейших течений ЦВЗ «Манеж» в Санкт-Петербурге, член Санкт-Петербургского отделения АИС.

## Биография
Окончила Ленинградский Технологический институт (СПбГТИ), факультет Химической технологии неорганических веществ и материалов (1973) и ИЖСА им. И. Е. Репина (Академия художеств), Факультет теории и истории искусств (1988).
С 1990 года заведовала отделом Ленинградского (с 1991 — Санкт-Петербургского) Центрального выставочного зала «Манеж». Куратор более 100 выставок, в том числе ежегодных выставок «Петербург», Международной биеннале современного искусства «Диалоги», Международного фестиваля экспериментальных искусств. Куратор выставок петербургских художников в музеях и выставочных залах зарубежных стран (Бонн, Мюнстер, Дрезден, Турку, Хельсинки, Париж, Талинн, Иерусалим). Автор более 100 статей по изобразительному искусству.

## Кураторские проекты, созданные в ЦВЗ «Манеж» (выборочно)
- Ежегодная выставка новых произведений петербургских художников «Петербург» (проводится с 1993 г., ежегодно участвуют до 500 художников Санкт-Петербурга)(каталог)
- Международная биеннале современного искусства «Диалоги» (проводится раз в два года с 1993 г.(1995, 1997, 1999, 2001, 2003, 2005, 2007, 2009))Участвуют художники из более чем 20 стран мира. В составе выставки: живопись, графика, фотография, скульптура, перформанс, инсталляция, медиаискусство. (каталог)
- Международный фестиваль экспериментального искусства (проводится раз в два года с 1994 г.(1996, 1998, 2000, 2002, 2004, 2006, 2008, 2010)) Участвуют художники из более чем 20 стран мира. В составе выставки: перформанс, инсталляция, медиаискусство, видеоарт.(каталог)
- Проект «Крупным планом» 2007—2010 (персональные выставки художников Петербурга: Владимир Шинкарёв , Геннадий Устюгов, Боб Кошелохов, Рашид Доминов, Феликс Волосенков, Валерий Мишин, Борис Забирохин, Олег Фронтинский, Андрей Чежин и др.)
- «Балтийская биеннале», «Небо и твердь», «Митьки. 25-летие», «Кино», «Архив», «Юбилей Рок-клуба», «Фестиваль галерей» и др.

## Творческая деятельность в качестве художника
- Член Международной академии «Greci Marino»
- Член «Accademia Severiade», Милан
- Участник более 40 выставок: С.Петербург, Москва, Таллин, Турку, Ницца, Париж, Рим, Барселона, Цюрих, Хельсинки, Дрезден

Музейные собрания:
- Музей нонконформистского искусства, Санкт-Петербург;
- Государственный музей «Царскосельская коллекция»;
- Музей творческого объединения «Митьки», СПб;
- Мурманский областной художественный музей ;
- Астраханская картинная галерея,
- Музей современного искусства СПбГУ

## Публикации

### Монографии
- Ленинград. 1970-е в лицах и личностях. СПб, 2000
- Школа Сидлина. СПб, 2001
- Борис Калаушин. СПб, 2001
- «Газаневщина» (Авангард на Неве, в соавторстве с А.Басиным). СПб, 2004
- Герои ленинградской культуры. 1950—1980-е. СПб, 2005. 256 стр.

### Прочие публикации
- Dizionario enciclopedico internazionale d’arte moderna e contemporanea 2004/2005; 2005/2006. Ferrara, Italy

## Награды
- Premio Alba 2005, 2006, Феррара;
- Premio Anthony Van Dyck 2007, «Italia in Arte»;
- Premio internationale Michelangelo Buonarroti 2008, Roma
- Заслуженный работник культуры РФ[источник не указан 205 дней]